# أسيس تريكوفيلا
أسيس تريكوفيلا هو نوع من كاسيات البذور في عائلة النرجسيات، موطنه البرتغال وإسبانيا والمغرب. لها أوراق ضيقة جدا. يتم إنتاج الأزهار في أواخر الشتاء أو أوائل الربيع وعادة ما تكون بيضاء، ولكن في بعض الأحيان يكون لونها ورديًا أو ورديًا بالكامل. يُزرع هذا النوع على شكل بصلة زينة، ولكنه يتطلب الحماية من الصقيع الشديد.

## الوصف
أسيس تريكوفيلا هو نبات معمر بصلي الشكل، وينمو حتى 30 عامًا سم طويلا، على الرغم من أنه عادة ما يكون أقصر. يوجد بشكل عام ثلاث أوراق ضيقة جدًا لكل بصيلة، تظهر قبل الأزهار، يصل حجم كل ورقة إلى 18 سم ولكن على الأكثر 1 عرض مم. تزهر في أواخر الشتاء أو أوائل الربيع. الزهور بيضاء، وأحيانًا مع مسحات وردية أو في بعض الأحيان كلها وردية، ويتم ترتيبها في مجموعات من اثنين إلى أربعة على ساق (سويقة جذرية) بطول أو أطول من الأوراق. تحمل كل زهرة على ساق طويل يصل إلى 45 أو 60 مم، وله ستة تيبال، 12-20 مم، مع رؤوس حادة، تنفتح على نطاق واسع لتشكل شكل الجرس. المساحتان أقصر من الباديل. النمط أطول قليلاً من الأسدية.

## التصنيف
تسمية أسيس تريكوفيلا معقدة إلى حد ما. تم نشر لقب trichophyllum لأول مرة، في تركيبة Leucojum trichophyllum، بواسطة Peter Schousboe في عام 1800. تم استخدام التركيبة مرة أخرى كاسم جديد مفترض من قبل فيليكس بروتيرو في عام 1804، ولكن كما تم نشره بالفعل في عام 1800، Leucojum trichophyllum Brot. هو متجانسة لاحقة غير شرعية. في عام 1829، اقترح روبرت سويت أن Leucojum trichophyllum ينتمي إلى Acis، لكنه لم يستخدم صراحة مجموعة أسيس تريكوفيلا ولم يوضح اسم Leucojum الذي كان يقصده. تم استخدام مزيج أسيس تريكوفيلا لأول مرة في عام 1830 من قبل جورج دون، في إشارة إلى Sweet (لقد استخدم بالفعل الشكل المذكر trichophyllus).
على الرغم من أن ويليام هربرت في عام 1837 وضع الأنواع أيضًا في Acis، استخدم معظم علماء النبات اللاحقين جنس Leucojum، وعاملوه على أنه L. trichophyllum Schousb. في عام 2004، تمت استعادته إلى Acis، إلى جانب أنواع أخرى من Leucojum، على أساس دراسة علم الوراثة الجزيئي. تم وصف عدد من الأنواع أدناه، ولم يتم التعرف على أي منها من قبل قائمة التحقق العالمية لعائلات النباتات المختارة اعتبارًا من ديسمبر 2017. تم استدعاء الأشكال ذات الزهور الوردية f. broteri و f. purpurascens، تلك التي تحتوي على أزهار أكبر فار. غرانديفلوروم.

## التوزيع والسكن
تم العثور على أسيس تريكوفيلا في وسط وجنوب البرتغال، وجنوب وسط وجنوب غرب إسبانيا وعبر البحر الأبيض المتوسط في المغرب، وعادةً ما تنمو في أرض رملية جافة في هذه المنطقة.

## الزراعة
يُزرع أسيس تريكوفيلا كمصباح زينة. يتطلب الحماية من الصقيع، والظروف الجافة الدافئة لفترة طويلة في الصيف، وبالتالي يوصى بالنمو في منزل جبال الألب أو إطار المصباح. ما لم يتم زرعها بعمق، حوالي 15 سم، تميل إلى الانقسام إلى بصيلات صغيرة غير مزهرة.